# Alaksandr Kozyr
Alaksandr Wiktarawicz Kozyr (biał. Аляксандр Віктаравіч Козыр, biał. Александр  Викторович Козырь, Aleksandr Wiktorowicz Kozyr′) – białoruski polityk, deputowany do Rady Najwyższej Republiki Białorusi XIII kadencji, w latach 1996–2000 deputowany do Izby Reprezentantów Zgromadzenia Narodowego Republiki Białorusi I kadencji.

## Życiorys
W 1995 roku mieszkał w Mohylewie. Pełnił funkcję zastępcy głównego inżyniera przedsiębiorstwa państwowego „Mahilouabłhaz”, był członkiem Partii Komunistów Białoruskiej. W drugiej turze uzupełniających wyborów parlamentarnych 10 grudnia 1995 roku został wybrany na deputowanego do Rady Najwyższej Republiki Białorusi XIII kadencji z mohylewskiego-jubilejnego okręgu wyborczego nr 148. 19 grudnia 1995 roku został zarejestrowany przez centralną komisję wyborczą, a 9 stycznia 1996 roku zaprzysiężony na deputowanego. Od 23 stycznia pełnił w Radzie Najwyższej funkcję członka Stałej Komisji ds. Międzynarodowych. Był przewodniczącym Podkomisji ds. Wspólnoty Niepodległych Państw. Należał do frakcji komunistów. 21 czerwca został członkiem delegacji Rady do Zgromadzenia Parlamentarnego Stowarzyszenia Białorusi i Rosji. Poparł dokonaną przez prezydenta Alaksandra Łukaszenkę kontrowersyjną i częściowo nieuznaną międzynarodowo zmianę konstytucji. 27 listopada 1996 roku przestał uczestniczyć w pracach Rady Najwyższej i wszedł w skład utworzonej przez prezydenta Izby Reprezentantów Zgromadzenia Narodowego Republiki Białorusi I kadencji. Zgodnie z Konstytucją Białorusi z 1994 roku jego mandat deputowanego do Rady Najwyższej zakończył się 9 stycznia 2001 roku; kolejne wybory do tego organu jednak nigdy się nie odbyły.
Ambasador Białorusi w Kirgistanie (2001–2006).